# Șevcenkove, Sumî
Șevcenkove (în ucraineană Шевченкове) este un sat în comuna Stețkivka din raionul Sumî, regiunea Sumî, Ucraina.

## Demografie
Componența lingvistică a localității Șevcenkove
     Ucraineană (95,45%)
     Rusă (3,79%)
     Alte limbi (0,76%)
Conform recensământului din 2001, majoritatea populației localității Șevcenkove era vorbitoare de ucraineană (95,45%), existând în minoritate și vorbitori de rusă (3,79%).